# Danegeld
Danegeld (danski davek, natančno danski dolg) je ime za davek, ki so ga plačevali v zahodnoevropskih državah od 9. do 11. stoletja. Tako so zbirali sredstva za odkupnino za Dance (Vikinge), da bi jih odvrnili od napadov, oziroma za gradnjo trdnjav, opremo vojske in druge  obrambne zahteve, da bi se ubranili pred napadi Vikingov. 